# (21450) Kissel
(21450) Kissel (1998 HD23) – planetoida z pasa głównego asteroid okrążająca Słońce w ciągu 3,29 lat w średniej odległości 2,21 j.a. Odkryta 20 kwietnia 1998 roku.